# Lago Alajuela
El lago Alhajuela o Alajuela, es uno de los lagos artificiales del canal de Panamá, creado en 1935 a partir del embalse del río Chagres por la represa Madden. "El nombre Alhajuela, con la “h” intercalada, es correctamente utilizado por las fuentes oficiales del Canal de Panamá, ya que la mayoría de los medios externos utilizan el nombre de Alajuela. No obstante, los mapas del siglo XIX muestran que el nombre del poblado cercano era Alhajuela". El lago Alhajuela sirve como reservorio de agua para el canal, que se encuentra al suroeste del lago. A principios de diciembre de 2010, el lago Alhajuela llegó a su máximo nivel registrado de agua, obligando a las autoridades a cerrar el canal de Panamá durante 17 horas. El canal reabrió sus puertas el 9 de diciembre.
El embalse era conocido como el lago Madden cuando la Zona del Canal se encontraba bajo administración estadounidense y fue rebautizado después de que el control del territorio fuese regresado a soberanía de Panamá después de la firma de los tratados Torrijos-Carter. 